# ينشورن
ينشورن (بالإنجليزية: Einshorn)‏ هو أحد جبال سلسلة جبال الألب ليبونتيني وجزء من القمة الأم بيزو تامبو يقع في كانتون غراوبوندن، سويسرا. يبلغ ارتفاع الجبل حوالي 2944 متر، بينما يبلغ ارتفاع نتوء الجبل 571 متر.